# 本田親雄
本田 親雄（ほんだ ちかお、文政12年9月6日（1829年10月3日） - 明治42年（1909年）3月1日）は、幕末から明治時代にかけての武士、官僚。薩摩藩士。正二位勲一等男爵。

## 略歴
本田弥右衛門の長男として生まれる。京都留守居役兼横目をつとめ、1862年（文久2年）の寺田屋騒動のときには負傷者を救護した。戊辰戦争では海・陸軍参謀。維新前国事に尽力し、のち元老院大書記官、元老院議官を歴任する。

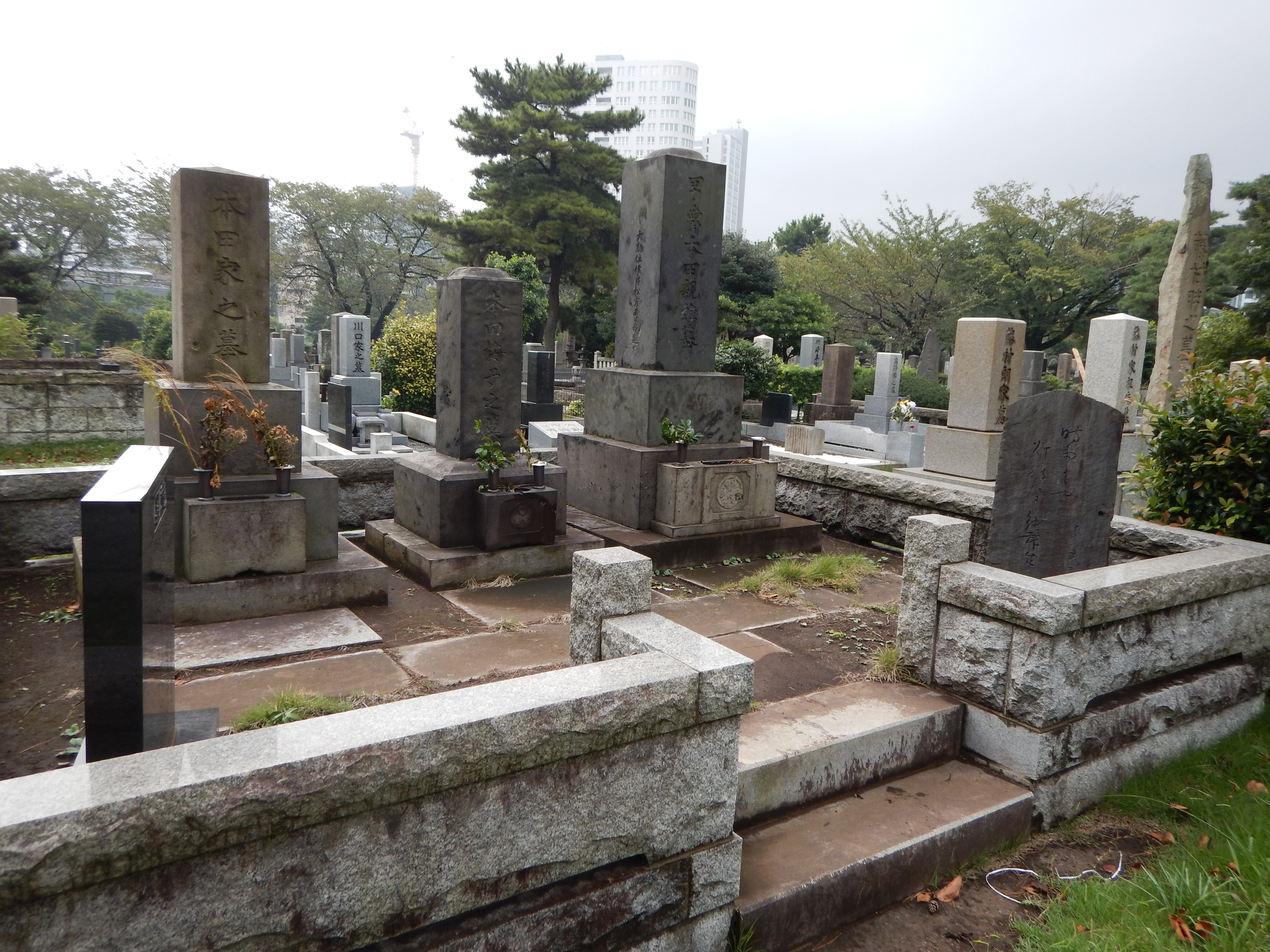
青山霊園にある本田親雄の墓

1887年（明治20年）5月24日に後勲功により男爵、従二位勲一等を賜る。1890年（明治23年）7月10日、貴族院男爵議員となり、1907年（明治40年）10月11日に辞職。錦鶏間祗候等を経て、1907年9月21日に枢密顧問官になり、1909年（明治42年）まで顧問官であった。1909年3月1日に危篤となった際、正二位に叙し勲一等旭日大綬章を授与されたが、その日のうちに薨去した。81歳。通称は弥右衛門。墓所は青山霊園(1イ1-4)にある。

## 栄典
位階
- 1886年（明治19年）10月20日 - 従三位[6]
- 1894年（明治27年）10月20日 - 正三位[7]
- 1905年（明治38年）10月30日 - 従二位[8]

勲章等
- 1887年（明治20年）11月25日 - 勲二等旭日重光章[9]
- 1889年（明治22年）11月25日 - 大日本帝国憲法発布記念章[10]
- 1906年（明治39年）4月1日 - 勲一等瑞宝章[11]
- 1909年（明治42年）3月1日 - 旭日大綬章

## 親族
- 長女 琴子（柴山矢八妻）[12]
- 二男 本田親済（貴族院男爵議員）[12]
- 三男 親恒（川上親民養子）[12]
- 二女 米子（外交官島村久妻）[12][13][14]
- 三女 清江（皿井立三郎妻）[12]
- 四女 小菊（軍人上原伸次郎妻）[12][15]